# Diocesi di Ponce
La diocesi di Ponce (in latino: Dioecesis Poncensis) è una sede della Chiesa cattolica a Porto Rico suffraganea dell'arcidiocesi di San Juan. Nel 2021 contava 378.520 battezzati su 505.190 abitanti. È retta dal vescovo Ruben Antonio González Medina, C.M.F.

## Territorio
La diocesi comprende la parte più meridionale dell'isola di Porto Rico.
Sede vescovile è la città di Ponce, dove si trova la cattedrale di Nostra Signora di Guadalupe.
Il territorio è suddiviso in 43 parrocchie.

## Storia
La diocesi è stata eretta il 21 novembre 1924 con la bolla Ad Sacrosancti Apostolatus Officium di papa Pio XI, ricavandone il territorio dalla diocesi di San Juan.
Inizialmente immediatamente soggetta alla Santa Sede, il 30 aprile 1960 entrò a far parte della provincia ecclesiastica di San Juan.
Il 30 aprile 1960, il 4 novembre 1964 e il 1º marzo 1976 ha ceduto porzioni del suo territorio a vantaggio dell'erezione rispettivamente delle diocesi di Arecibo, di Caguas e di Mayagüez.

## Cronotassi dei vescovi
Si omettono i periodi di sede vacante non superiori ai 2 anni o non storicamente accertati.
- Edwin Vincent Byrne † (23 giugno 1925  - 8 marzo 1929 nominato vescovo di San Juan)
- Aloysius Joseph Willinger, C.SS.R. † (8 marzo 1929 - 12 dicembre 1946 nominato vescovo coadiutore di Monterey-Fresno[1])
- James Edward McManus, C.SS.R. † (10 maggio 1947 - 18 novembre 1963 dimesso[2])
- Luis Aponte Martínez † (18 novembre 1963 succeduto - 4 novembre 1964 nominato arcivescovo di San Juan)
- Juan Fremiot Torres Oliver † (4 novembre 1964 - 10 novembre 2000 ritirato)
- Ricardo Antonio Suriñach Carreras † (10 novembre 2000 - 11 giugno 2003 ritirato)
- Félix Lázaro Martínez, Sch.P. (11 giugno 2003 succeduto - 22 dicembre 2015 ritirato)
- Ruben Antonio González Medina, C.M.F., dal 22 dicembre 2015

## Statistiche
La diocesi nel 2021 su una popolazione di 505.190 persone contava 378.520 battezzati, corrispondenti al 74,9% del totale.
| anno | popolazione | popolazione | popolazione | presbiteri | presbiteri | presbiteri | presbiteri                | diaconi | religiosi | religiosi | parrocchie |
| anno | battezzati  | totale      | %           | numero     | secolari   | regolari   | battezzati per presbitero | diaconi | uomini    | donne     | parrocchie |
| ---- | ----------- | ----------- | ----------- | ---------- | ---------- | ---------- | ------------------------- | ------- | --------- | --------- | ---------- |
| 1949 | 900.000     | 1.000.000   | 90,0        | 113        | 25         | 88         | 7.964                     |         | 99        | 218       | 38         |
| 1966 | 698.968     | 735.756     | 95,0        | 162        | 49         | 113        | 4.314                     |         | 113       | 510       | 38         |
| 1970 | 575.470     | 593.562     | 97,0        | 162        | 63         | 99         | 3.552                     |         | 101       | 480       | 45         |
| 1976 | 653.671     | 767.849     | 85,1        | 146        | 45         | 101        | 4.477                     | 2       | 152       | 360       | 49         |
| 1980 | 489.000     | 543.000     | 90,1        | 121        | 44         | 77         | 4.041                     | 7       | 142       | 317       | 38         |
| 1990 | 436.000     | 543.265     | 80,3        | 118        | 51         | 67         | 3.694                     | 41      | 93        | 285       | 40         |
| 2000 | 443.000     | 552.125     | 80,2        | 123        | 62         | 61         | 3.601                     | 71      | 76        | 215       | 40         |
| 2001 | 483.000     | 604.210     | 79,9        | 116        | 63         | 53         | 4.163                     | 71      | 63        | 214       | 40         |
| 2002 | 498.736     | 624.080     | 79,9        | 114        | 61         | 53         | 4.374                     | 69      | 60        | 213       | 41         |
| 2003 | 474.759     | 593.448     | 80,0        | 122        | 65         | 57         | 3.891                     | 69      | 74        | 203       | 42         |
| 2004 | 474.959     | 593.548     | 80,0        | 126        | 64         | 62         | 3.769                     | 86      | 79        | 230       | 42         |
| 2013 | 489.500     | 628.300     | 77,9        | 112        | 66         | 46         | 4.370                     | 102     | 61        | 196       | 43         |
| 2016 | 483.000     | 621.700     | 77,7        | 108        | 68         | 40         | 4.472                     | 97      | 54        | 179       | 43         |
| 2019 | 378.792     | 505.520     | 74,9        | 83         | 55         | 28         | 4.563                     | 94      | 53        | 163       | 43         |
| 2021 | 378.520     | 505.190     | 74,9        | 74         | 49         | 25         | 5.115                     | 91      | 37        | 202       | 43         |